# Radianthus kuekenthali
Radianthus kuekenthali is een zeeanemonensoort uit de familie Stoichactidae.
Radianthus kuekenthali is voor het eerst wetenschappelijk beschreven door Kwietniewski in 1896.